# Tigerhaj
Tigerhaj (Galeocerdo cuvier) är en fiskart i familjen gråhajar. Tigerhajen har fått sitt namn av de mörka streck som den har när den är ung, men som blir svagare när hajen blir äldre. Tigerhajen blir normalt 2,5 - 3,5 meter lång, men kan ibland bli upp till 5,5 meter lång. Rekordet är dock på 7,4 meter[källa behövs]. 
Tigerhajen använder sina tänder till mycket. De vassa spetsarna håller fast bytet, medan de sågformade nedre eggarna går bra att skära med. Tänderna är starka och kan skära igenom skalet på en sköldpadda. De kan bita med en kraft på 60 kg[källa behövs]. Som hos nästan alla hajarter ersätts tigerhajens tänder kontinuerligt. Om en tand bryts av ersätts den mycket snart av en ny som flyttas fram från raden bakom. 
Tigerhajens käftar sitter bara löst fästa vid huvudet med muskler och ligament, så att de kan skjutas fram när den hugger till. När den äter av ett stort byte skakar den huvudet fram och tillbaka för att slita loss ordentliga bitar. 
Tigerhajarna simmar i de varma vattnen runt öar och utanför kontinenternas kuster. Tigerhajar finns i alla tropiska och subtropiska hav. De är vanligast i centrala Stilla havet. Ofta närmar de sig land nattetid för att skaffa mat. I Hawaii frossar tigerhajarna på albatrosser. I Indiska Oceanen och Atlanten lever de på fisk, andra hajar, sälar och saltvattenskrokodilungar. Tigerhajen attackerar sällan människor, men ibland sker attacker. Tigerhajen räknas som den näst farligaste hajen för människor[källa behövs]. (Den farligaste hajarten anses vara tjurhaj.[källa behövs])
När två tigerhajar parar sig simmar de tätt intill varandra. De lägger inte ägg som vissa andra hajar, utan föder levande ungar, vars ägg har kläckts innan de lämnar modern[källa behövs]. Tigerhajen får ungar ungefär en gång om året, och då föds 10 till 80 ungar. Dessa kan simma när de föds och klarar sig således själva.
De flesta tigerhajar blir upp till 20 år gamla, men vissa kan bli upp till 80 år gamla[källa behövs]. Tigerhajens skinn är starkt, och därför används det ofta till skor. Tigerhajens nedre stjärtfena är kortare än den övre för att den inte ska skrapa i havsbottnen när hajen ligger och vilar sig[källa behövs].